# Chaenostoma cordatum
Chaenostoma cordatum là một loài thực vật có hoa trong họ Huyền sâm. Loài này được (Thunb.) Benth. mô tả khoa học đầu tiên năm 1836.

## Liên kết ngoài

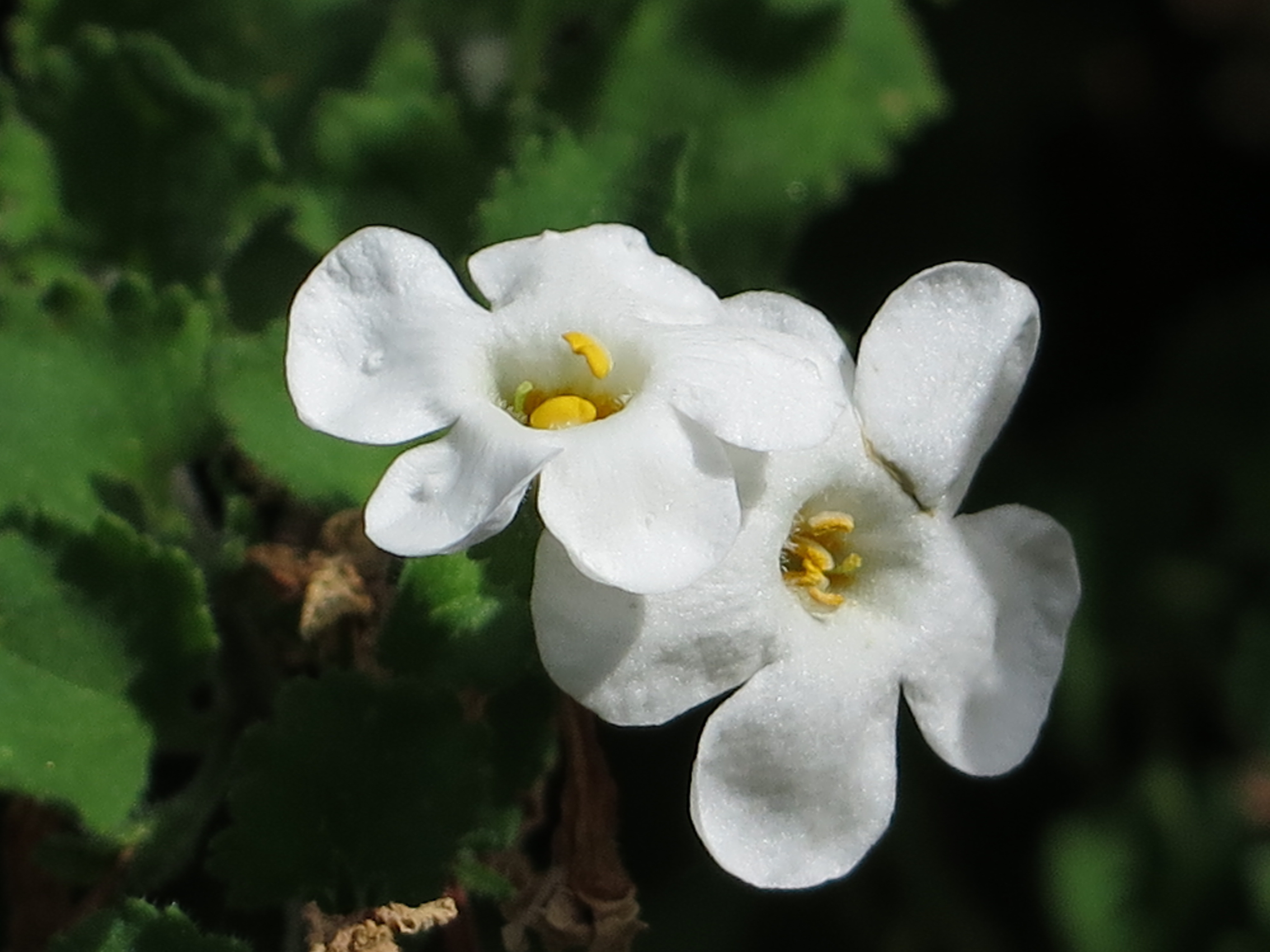